# Família Palas

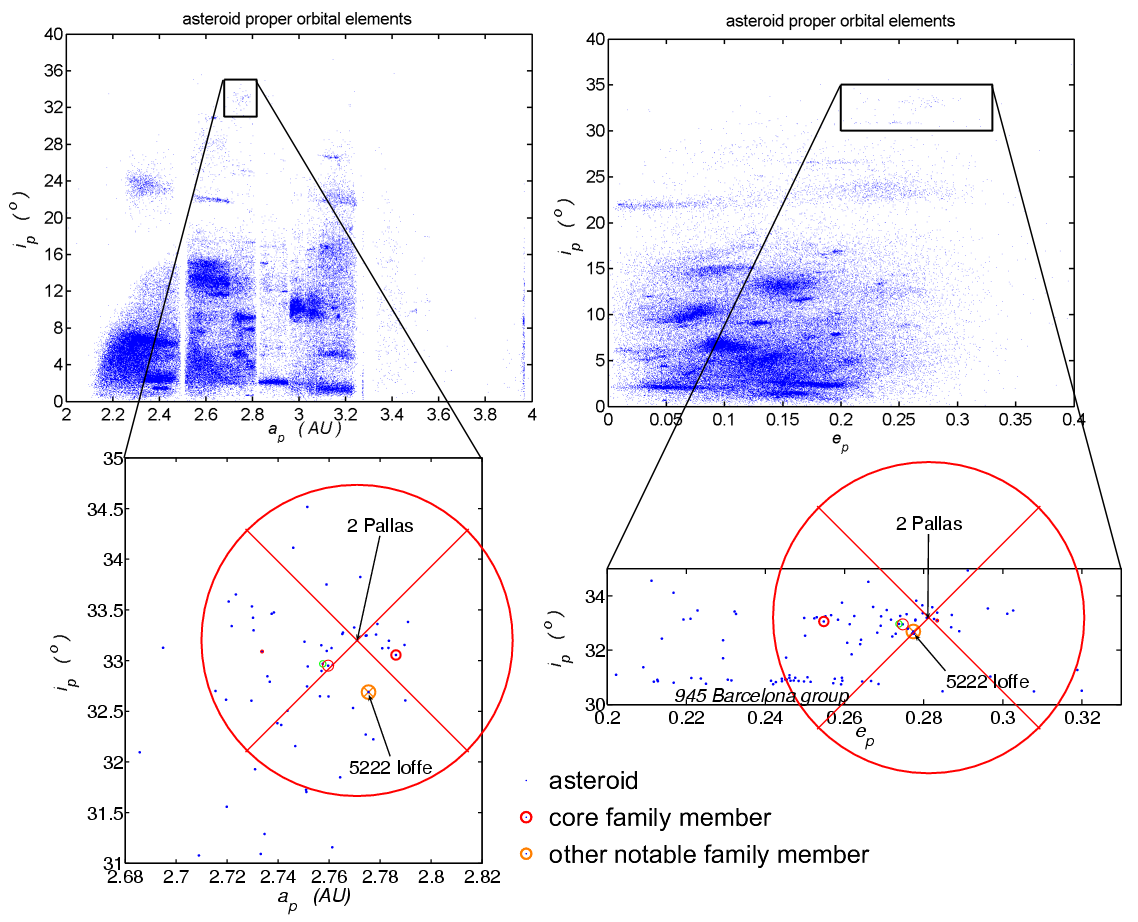
Diagrama mostrando a localização e as características da Família Palas.

A família Palas é um agrupamento de asteroides tipo B com altas inclinações orbitais na região intermediária do cinturão de asteroides. Foi observado pela primeira vez por Kiyotsugu Hirayama em 1928.

## Origem
O homônimo da família é 2 Palas, um imenso asteroide com um diâmetro médio de cerca de 550 km. Os corpos restantes deste grupo são muito menores; o maior é 5222 Ioffe com um diâmetro estimado de 22 km. Isto, junto com a preponderância do raro espectro do tipo B entre os seus membros, indica que esta é provavelmente uma família composta por pedaços de material ejetado por impactos sobre Palas. Outra suspeita é que 3200 Phaethon, um membro desta família, seja ao corpo-mãe da chuva de meteoros Gemínidas.